# Paspalum indecorum
Paspalum indecorum är en gräsart som beskrevs av Carl Christian Mez. Paspalum indecorum ingår i släktet tvillinghirser, och familjen gräs. Inga underarter finns listade i Catalogue of Life.